# Pickering-Nunatak
Der Pickering-Nunatak ist ein markanter Nunatak im ostantarktischen Mac-Robertson-Land. Er ragt 30 km südsüdwestlich der Manning-Nunatakker an der Ostflanke der Mündung des Lambertgletschers in das Amery-Schelfeis auf.
Entdeckt wurde er bei einem Überflug am 2. November 1957 im Rahmen der Australian National Antarctic Research Expeditions. Das Antarctic Names Committee of Australia benannte ihn nach Richard Ronald Pickering (1929–1997) von der Royal Australian Air Force, der 1957 an der Koordination von Antarktisflügen von der Mawson-Station beteiligt war.